# Loxia
Loxia là một chi chim trong họ Fringillidae.